# Dubbele antentempel

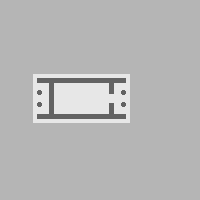
Afbeelding van een dubbele antentempel

De dubbele antentempel is een Oud-Griekse tempelvorm. De tempel bestaat uit de opisthodomos, de naos en de pronaos. De tempel heeft zowel aan de voor- als aan de achterzijde twee anten, een rij zuilen in de pronaos en in de opisthodomos.